# ATXN3
ATXN3 (англ. Ataxin 3) – білок, який кодується однойменним геном, розташованим у людей на короткому плечі 14-ї хромосоми. Довжина поліпептидного ланцюга білка становить 364 амінокислот, а молекулярна маса — 41 781.
| 10         |  | 20         |  | 30         |  | 40         |  | 50         |
| ---------- |  | ---------- |  | ---------- |  | ---------- |  | ---------- |
| MESIFHEKQE |  | GSLCAQHCLN |  | NLLQGEYFSP |  | VELSSIAHQL |  | DEEERMRMAE |
| GGVTSEDYRT |  | FLQQPSGNMD |  | DSGFFSIQVI |  | SNALKVWGLE |  | LILFNSPEYQ |
| RLRIDPINER |  | SFICNYKEHW |  | FTVRKLGKQW |  | FNLNSLLTGP |  | ELISDTYLAL |
| FLAQLQQEGY |  | SIFVVKGDLP |  | DCEADQLLQM |  | IRVQQMHRPK |  | LIGEELAQLK |
| EQRVHKTDLE |  | RVLEANDGSG |  | MLDEDEEDLQ |  | RALALSRQEI |  | DMEDEEADLR |
| RAIQLSMQGS |  | SRNISQDMTQ |  | TSGTNLTSEE |  | LRKRREAYFE |  | KQQQKQQQQQ |
| QQQQQGDLSG |  | QSSHPCERPA |  | TSSGALGSDL |  | GKACSPFIMF |  | ATFTLYLTYE |
| LHVIFALHYS |  | SFPL       |  |            |  |            |  |            |

A: Аланін

C: Цистеїн

D: Аспарагінова кислота

E: Глутамінова кислота

F: Фенілаланін

G: Гліцин

H: Гістидин

I: Ізолейцин

K: Лізин

L: Лейцин

M: Метіонін

N: Аспарагін

P: Пролін

Q: Глутамін

R: Аргінін

S: Серин

T: Треонін

V: Валін

W: Триптофан

Кодований геном білок за функціями належить до гідролаз, протеаз, тіолових протеаз, фосфопротеїнів. 
Задіяний у таких біологічних процесах, як транскрипція, регуляція транскрипції, убіквітинування білків, альтернативний сплайсинг. 
Локалізований у ядрі.